# 란프란코니교

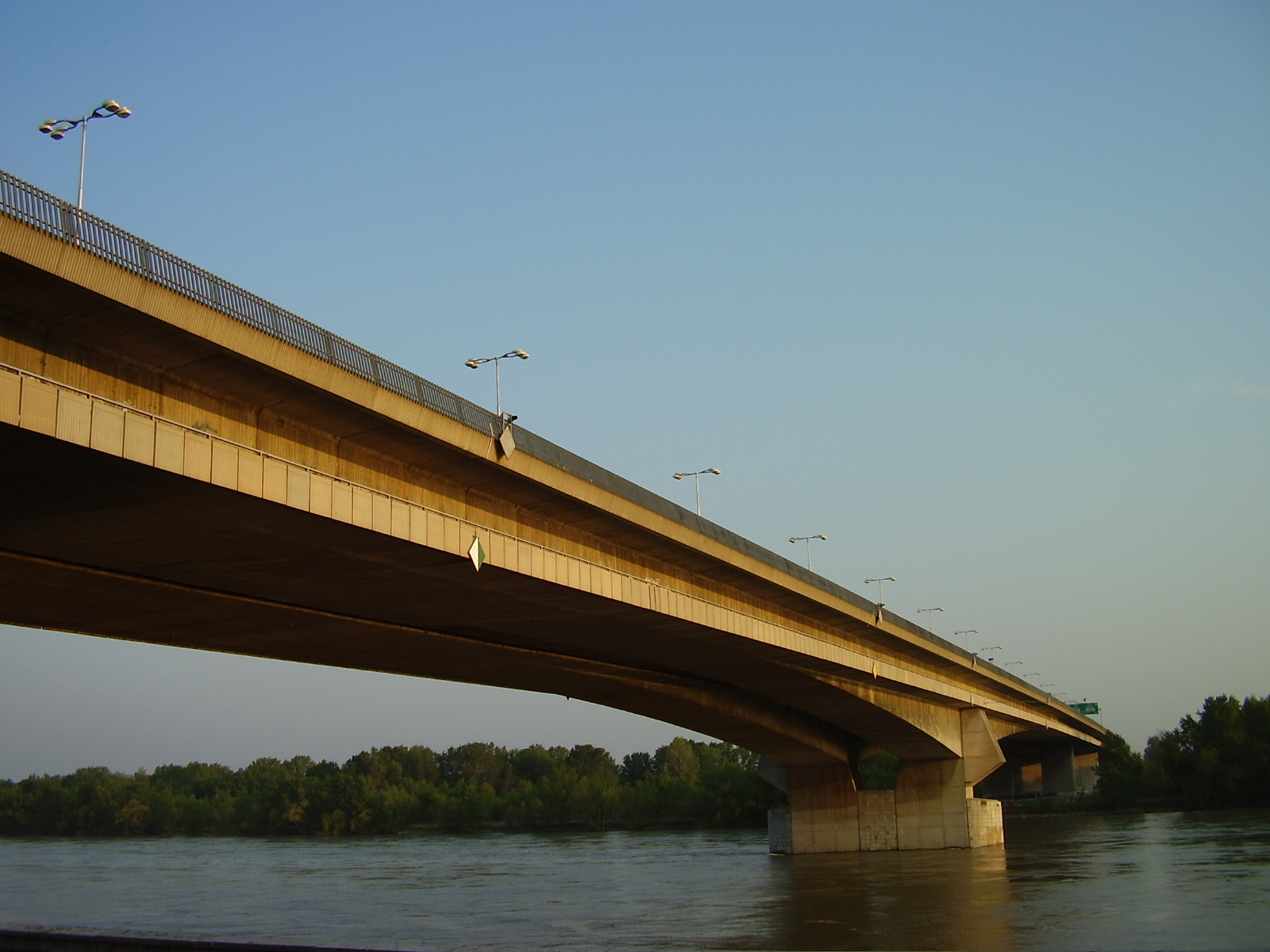
란프란코니교

란프란코니교(슬로바키아어: Most Lanfranconi)는 슬로바키아 브라티슬라바에 있는 교량으로, 다뉴브강 위에 있다. 콘크리트 고속도로 다리로, D2 고속도로에 속한다. 1985년~1991년에 건설되었으며, 오른쪽 절반은 1990년에, 나머지 절반은 1992년에 개통되었다. 길이는 766m(접근 고가도로 포함 시 1134m)이고, 폭 30m의 4차로 고속도로가 있다. 자전거와 보행자를 위한 차선도 있다.